# Những cuộc phiêu lưu của Tintin (phim hoạt hình)
Đây là series phim được chuyển thể cùng tên do nhà văn người Bỉ Hergé sáng tác với tên gốc là Les Adventuré de Tintin. Được xây dựng từ năm 1991, series có tổng cộng 39,5 giờ phim và đã chiếu một phần trên kênh VTV3 vào năm 2007, trọn bộ 39 tập trên HTV3 vào năm 2014.

## Sự khác nhau giữa truyện và phim
- Phim đã cắt không sản xuất hai tập phim là Tintin in the land of Soviets và Tintin in the Congo so với truyện vì một số lý do của nhà sản xuất.
- Thay đổi thứ hai là ở tập Tintin in America khi mà nội dung lại hoàn toàn mới so với truyện là về người thổ dân thì tập phim lại hoàn toàn ngược lại, nói về tên tội phạm Bobby Smiles.
- Còn ở tập Tintin and the Picaros cốt truyện là Tintin từ chối đi cùng Thuyền trưởng Haddock và giáo sư Caculus để cứu ca sĩ Castafiore rồi sau đó mới đến để cứu bà thì phim lại để Tintin đi cứu ca sĩ Castafiore cùng với Thuyền trưởng và giáo sư.

## Các tập phim
- The Secret of the Unicorn
- Red Rackham treasure
- Cigars or the Pharaoh
- The Blue Lotus
- The Seven Crystal Balls
- Prisoners of the Sun
- Destination Moon
- Explorers on the Moon
- Flight 714
- Tintin in America
- The Shooting Star
- Tintin in Tibet
- The Red Sea Sharks
- Destination Moon
- King Ottokar's Sceptre
- The Black Island
- The Crab with the Golden Claws
- Land of Black Gold
- The Calculus Affair
- Tintin and the Picaros
- The Broken Ear
- The Castafiore Emerald

## Các nhân vật chính
- Tintin: Tintin là một phóng viên trẻ. Qua nhiều chuyến du lịch, Tintin đã điều tra ra nhiều vụ án ly kỳ chỉ từ những manh mối nhỏ. Cùng với các người bạn, Tintin đã đến nhiều quốc gia, vùng đất để giúp đỡ và phá án.
- Snowy: Snowy là một chú chó thông minh và rất thính, là người bạn thân nhất của Tintin. Tuy không nói được, nhưng Snowy lại có thể hiểu tiếng người, nhất là Tintin và thể hiện cảm xúc qua tiếng sủa.
- Thuyền trưởng Haddock: Thuyền trưởng xuất hiện lần đầu trông tập The Crab with the Golden Claws. Ông là người khá nóng tính và thường hay nói câu: Blue "blistering banarcles", Thuyền trưởng có bộ râu quai nón và thường thích hút tẩu và uống rượu.
- Giáo sư Caculus: Giáo sư có rất nhiều phát minh có ích và phát minh lớn nhất của ông là tên lửa lên mặt trăng. Giáo sư bị nặng cả hai tai nên thường hay gây rắc rối cho bản thân và Tintin.
- Thám tử Thomson và Thompson: Thám tử Thomson là em sinh đôi của Thám tử Thompson. Bộ đôi thám tử thường hay va vào nhau, hay va đập vào bờ tường, gậy,...

## Các vùng đất Tintin đặt chân tới
- Syldavia
- São Rico
- San Theodoros
- Trung Quốc
- Borduria
- Ai Cập
- Ấn Độ
- Bỉ
- Peru
- Mỹ
- Black Island
- Sa mạc Saharah
- Khemed

## Tại Việt Nam
Bộ phim lần đầu tiên phát sóng tại Việt Nam trên kênh VTV3 vào năm 2007 và trên HTV3 vào năm 2014.

### Diễn viên lồng tiếng Việt (TVM Corp/HTV3)
- TinTin: Trường Tân
- Thuyền trưởng Haddock: Quốc Tín
- Thám tử Thomson: Tất My Ly
- Thám tử Thompson: Bá Nghị
- Giáo sư Caculus: Hạnh Phúc
- Allan: Gia Trí